# یولومبو (انتیوکیا)
یولومبو (انتیوکیا) (به اسپانیایی: Yolombó) یک سکونتگاه مسکونی در کلمبیا است که در Andean Region واقع شده‌است.